# کوخل
کوخل (به آلمانی: Kochel) یک شهر در آلمان است که در بایرن واقع شده‌است.

## خصوصیات
کوخل ۸۰٫۱۲ کیلومترمربع مساحت دارد ۶۰۵ متر بالاتر از سطح دریا واقع شده‌است.